# Relazioni bilaterali tra Moldavia e Romania
Le relazioni bilaterali tra Moldavia e Romania, sono amichevoli dal 1994. Gran parte della Moldavia fu parte della Romania nel periodo interbellico e i linguisti sono generalmente d'accordo nell'affermare che la lingua moldova sia effettivamente identica a quella rumena. Tuttavia, i moldavi sono sempre stati ambivalenti nel considerarsi rumeni o moldavi. I primi segnali di una possibile riunificazione di Romania e Moldavia dope le due nazioni raggiunsero l'emancipazione dal dominio comunista, tramontano presto. La Romania rimase coinvolta negli affari moldavi, specialmente nel conflitto civile con la separazione della Repubblica di Transnistria. Tuttavia, i due paesi non sono stati in grado di raggiungere accordi su un trattato bilaterale: la Romania (contro la determinata resistenza moldava) affinché tale trattato debba riferirsi alla "relazione speciale" tra Romania e Moldavia. Dal 1994 le due nazioni hanno goduto di un accordo che unificava i rispettivi documenti dei cittadini, ma questo accordo è terminato il 1º gennaio 2007 con l'ingresso della Romania all'Unione europea. Questo ha spinto molti cittadini moldavi a richiedere la cittadinanza rumena.